# Židovský vršek
Židovský vršek (německy Jsraelsberg) je zalesněný pahorek, který měří 322,7 m. Leží mezi obcemi Dobranov a Zákupy. Ze severu se vypíná lesnatý masív Mariánské výšiny. Kolem vršku jsou louky.

## Vznik vrchu
Okolní krajina patří do Zákupské pahorkatiny, která prošla v období třetihor tektonickými změnami. Tehdy se křídovými vrstvami prodraly sopečné hmoty. Pískovcem provřelý čedič tak dal vzniknout nejen Židovskému vrchu u Dobranova, ale i všem okolním kopcům.

## Přístup
Nejlepší přístup je z Dobranova, kde končí silnice. Dále je třeba se vydat loukou až na zalesněný vrchol. Ač je vrcholek zalesněný, otevírá se z něj výhled na zalesněný masív Mariánské výšiny na severu, Ralsko a Kamenický kopec na východě, obce Dobranov a část sídliště Špičák v České Lípě na západě a Spící pannou a Bezděz na jihu. Židovský vršek má i svojí hlubokou rokli v západní části pod vrcholem. Na vrchol žádná značená trasa nevede, nejbližší zeleně značená jej míjí necelé 2 km severněji přes zmiňovanou Mariánskou výšinu.

## Další údaje
Vrch i okolní pastviny náleží do katastru Dobranov 627 127. Vody z něj stékají do Dobranovského potoka, který vtéká do Ploučnice.